# Doxocopa fluibunda
Doxocopa fluibunda är en fjärilsart som beskrevs av Hans Fruhstorfer 1907. Doxocopa fluibunda ingår i släktet Doxocopa och familjen praktfjärilar. Inga underarter finns listade i Catalogue of Life.